# Sotorribas
Sotorribas község Spanyolországban, Cuenca tartományban. Sotorribas Cuenca, Bascuñana de San Pedro, Villar de Domingo García, Torralba, Albalate de las Nogueras, La Frontera, Cuenca, Fresneda de la Sierra, Castillejo-Sierra, Arcos de la Sierra, Zarzuela, Villalba de la Sierra és Mariana községekkel határos. Lakosainak száma 707 fő (2024).

## Népesség
A település népessége az utóbbi években az alábbiak szerint változott:
| Lakosok száma | 1012 | 936  | 888  | 863  | 850  | 829  | 791  | 732  | 681  | 707  |
|               | 2001 | 2004 | 2006 | 2009 | 2011 | 2014 | 2016 | 2019 | 2021 | 2024 |